# سام فابر
سام فابر (بالإنجليزية: Sam Faber)‏ هي لاعبة هوكي الجليد أمريكية، ولدت في 8 مايو 1987 في ماونت سيناء في الولايات المتحدة.

## وصلات خارجية
- سام فابر على موقع EliteProspects.com (الإنجليزية)
- سام فابر على موقع HockeyDB.com (الإنجليزية)